# 始祖單弓獸屬
始祖單弓獸屬（屬名：Archaeothyris）是種早期合弓動物，生存於約3億600萬年前的石炭紀晚期。始祖單弓獸是目前已知最古老的合弓動物之一，另一屬是研究有限的Echinerpeton。生存年代略早的Protoclepsydrops，則因為化石較為零碎，目前無法確定是否屬於合弓類動物。
始祖單弓獸是在1972年發現於加拿大新斯科細亞，跟林蜥、油頁岩蜥發現於同一地點。始祖單弓獸與其他早期蜥形綱動物的外表類似。

## 分類系統
始祖單弓獸屬於蛇齒龍科，蛇齒龍科是一群晚石炭紀演化出來的早期盤龍目。始祖單弓獸是所有合弓動物的祖先，包括哺乳類。

## 生活方式
比起林蜥與牠們的同類，始祖單弓獸的體型較大，身長達50公分。與其他早期爬行動物相比，始祖單弓獸佔有優勢，牠們的頜部強壯，並且能張得比其他早期爬行動物還大。始祖單弓獸的牙齒形狀、大小相近，已具有較大的犬齒，顯示牠們是肉食性動物。
始祖單弓獸生存於石炭紀晚期（賓夕法尼亞紀）的新斯科細亞，約3億600萬年前。該年代的新斯科細亞是一片沼澤，類似今日佛羅里達州的沼澤地。這些樹非常高，有些可達50公尺高。始祖單弓獸與其他早期羊膜動物居住於森林地表。始祖單弓獸可能如同其他早期羊膜動物，跌入樹的殘幹而餓死。

## 外部連結
- Transitional Vertebrate Fossils（页面存档备份，存于） - includes description of important transitional genera from reptile to mammal (includes a little information about Archaeothyris)